# Božetín (Nový Kostel)
Božetín (německy Fassattengrün) je malá vesnice, část obce Nový Kostel v okrese Cheb v Karlovarském kraji. Nachází se asi 2,5 kilometru severozápadně od Nového Kostela. Je zde evidováno 23 adres. V roce 2011 zde trvale žilo 32 obyvatel.
Božetín je také název katastrálního území o rozloze 6,23 km².

## Historie
První písemná zmínka o vesnici pochází z roku 1185 a nachází se v konfirmační listině majetku kláštera ve Waldsassenu vydané papežem Luciem III. Vesnice patřila ke klášternímu majetku od druhé poloviny dvanáctého století do roku 1348, kdy připadla zpět koruně. Z hlediska typu zástavby se jedná o krátkou jednořadou (tzv. chebskou) lánovou ves.

## Obyvatelstvo
Při sčítání lidu v roce 1921 zde žilo 395 obyvatel, všichni německé národnosti. K římskokatolické církvi se hlásilo 393 obyvatel, jeden k evangelické, jeden byl bez vyznání.
| Rok            | 1869 | 1880 | 1890 | 1900 | 1910 | 1921 | 1930 | 1950 | 1961 | 1970 | 1980 | 1991 | 2001 | 2011 | 2021 |
| -------------- | ---- | ---- | ---- | ---- | ---- | ---- | ---- | ---- | ---- | ---- | ---- | ---- | ---- | ---- | ---- |
| Počet obyvatel | 419  | 423  | 421  | 395  | 373  | 395  | 370  | 121  | 102  | 48   | 31   | 15   | 13   | 32   | 32   |
| Počet domů     | 58   | 62   | 65   | 64   | 65   | 66   | 70   | 70   | -    | 16   | 10   | 11   | 12   | 16   | 16   |

## Obecní správa
Při sčítání lidu v letech 1850–1959 Božetín byl samostatnou obcí v okrese Cheb. Od roku 1960 je částí obce Nový Kostel v okrese Cheb.

## Pamětihodnosti
Na západním okraji vesnice se dochovalo tvrziště po božetínské tvrzi. Ta byla založena neznámo kým někdy na přelomu třináctého a čtrnáctého století a nejspíše v patnáctém století zanikla.